# Víctor Said Armesto
Víctor Said Armesto   (Pontevedra, 13 d'agost de 1871 - Madrid, 17 de juliol de 1914) va ser escriptor i professor de llengua i literatura gallego-portugueses, sent el primer en aquesta especialitat.
Era fill de l'educador Krausista (veieu Krausisme), Federico Sáiz i d'Amalia Armesto Aldao (cosina d'Indalecio Armesto). Ja amb 15 anys va dirigir la publicació "La Guindilla". Va estudiar Dret i Filosofia a la Universitat de Santiago de Compostel·la, doctorat a Madrid. Allà pertanyia a la lògia maçònica "Comuneros de Castilla". El 1902 es va casar amb Amadora Santoro, amb qui va tenir set fills. El 1905 es va encarregar, juntament amb Casto Sampedro y Folgar, de preparar la fundació de la Real Academia Galega. El 1907 es va incorporar a Solidaritat Gallega. Va obtenir la càtedra i, després d'ensenyar a Reus i Lleó, va tornar al batxillerat de Pontevedra. Va col·laborar en premsa local, estatal i nord-americana, com El Heraldo, El País, La Nación, Blanco y Negro, La Justicia, La Ilustración Española y Americana o Galicia Literary. La seva biblioteca, en part heretada del seu oncle Indalecio, es conserva al Museu Provincial de Pontevedra.

## Obra
- Estrofas (1884).
- Amor y celos (1887).
- Análisis y ensayos (1897); inclou: Un libro modernista; assaig sobre un llibre de Valle-Inclán Féminas.
- La leyenda de Don Juan (1908).
- Las Mocedades del Cid.
- Poesía popular gallega.
- Colección de romances en llengua gallega.
- Notas per a un diccionari etimológic gallec.
- Retoños al minuto (entremés).
- Cancionero musical de Galicia (1910, premi, da Academia de Belas Artes en 1911); Inclou 88 romances, descripció de balls i instruments, i 473 melodías.
- Orígenes poéticos de El Burlador de Sevilla.
- El Convidado de piedra.
- Tristán y la literatura mística.
- La flor del agua, sarsuela musicada por Conrado del Campo.